# 宝幢寺 (寒河江市)
宝幢寺（ほうどうじ）は、山形県寒河江市にかつて存在した曹洞宗の寺院。寒河江氏9代、寒河江元時の菩提寺。

## 歴史
正法寺（岩手県）の月泉良印の開山。なお、正法寺は、永平寺（福井県）、總持寺（神奈川県）と並んで東北地方における第三の本寺として曹洞宗を広めた寺院であり、寒河江市域でもっとも早く開かれた曹洞寺院は、この宝幢寺であったとされている。
寒河江大江城古絵図に城の北七日町に宝幢寺が記され、享保8年（1723年）の寒河江本郷六ヵ村絵図からは姿を消して、宝幢寺があった隣に同じ曹洞寺院の祐林寺が描かれている。